# Iwan Iljitsch Sacharow

Iwan Iljitsch Sacharow (1872)

Iwan Iljitsch Sacharow (russisch Иван Ильич Захаров, wiss. Transliteration Ivan Il'ič Zacharov, auch: Ivan Ilyich Zakharov; geb. 1816; gest. 1885) war ein russischer Diplomat und Philologe.

## Leben
Er arbeitete zwischen 1839 und 1850 in der Russischen Geistlichen Mission in Peking Als erster russischer Konsul in China bereitete er den Vertrag von Gulja 1851 vor und half bei der Abgrenzung der russisch-chinesischen Grenze im Jahr 1864.
Sacharow beendete seine Karriere als Professor für Mandschurisch an der St. Petersburger Kaiserlichen Universität. Viele seiner Werke blieben Manuskript.  Sein Vollständiges Mandschurisch-Russisches Wörterbuch von 1875 wurde eines der ersten Mandschurisch-Wörterbücher, die zum Zeitpunkt seiner Veröffentlichung in Europa erhältlich waren. 1879 erschien Sacharows Entwurf einer Grammatik der Mandschu-Sprache, ein Teil zwei wurde nicht veröffentlicht.
Als Mitglied der Kaiserlichen Russischen Geographischen Gesellschaft hat Sacharow in den Ausgaben der Gesellschaft mehrere Notizen und Rezensionen veröffentlicht.
Sacharow war nicht nur als Kenner des Mandschu und der chinesischen Sprache bekannt, sondern auch als ein Kenner Chinas.

## Publikationen
- Историческое обозрение народонаселения Китая [Historischer Überblick über die Bevölkerung Chinas] // Тр. чл. рус. духов. миссии в Пекине.[4] 1852. Т. 1. С. 247–357.
- Поземельная собственность в Китае [Landbesitz in China] // Тр. чл. рус. духов. миссии в Пекине. 1853. Т. 2. С. 3–48.
- Polnyj man'čžursko-russkij slovar' / Полный маньчжурско-русский словарь. [Vollständiges Mandschurisch-Russisches Wörterbuch] СПб. : тип. Императ. Акад. наук, 1875. [2], 2, [XXXII], 66, 1130, 6 с. (St. Petersburg, Kaiserliche Wissenschaftsakademie)
- Grammatika man'čžurskago jazyka / Грамматика маньчжурского языка. [Grammatik der Mandschu-Sprache] СПб. : тип. Императ. Акад. наук, 1879. Ч. 1. [4], VIII, 324 с. (ч. 2 не изд.). / Nachdruck: A grammar of Manchu. Folkestone : Global Oriental, 2010.